# خط انتهائي
الخط الانتهائي أو خط الحوض الانتهائي (بالإنجليزية: Linea terminalis)‏ هو خط أو قوس مائل يتكون من الخط العاني، والخط المقوس، وعرف العانة، والعجز.
وهو يبدأ من حافة الحوض، وينتهي في العجز. وعادة ما يستخدم لتقسيم الجوف البطني الحوضي إلى جوف البطن (فتحة الحوض العليا) وتجويف الحوض (أسفل مدخل الحوض). في بعض الأحيان، يعتبر تجويف الحوض ممتدًا فوق مدخل الحوض، وفي هذه الحالة يتم استخدام مدخل الحوض لتقسيم تجويف الحوض إلى حوض زائف أو وهمي (فوق مدخل الحوض) وحوض حقيقي (أسفل المدخل).

## صور إضافية

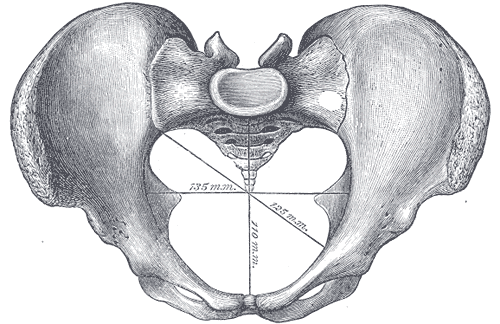
حوض الأنثى.
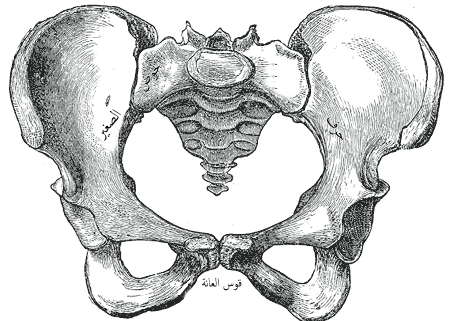
حوض الأنثى.